# Güney Akcicek
Güney Akcicek (* 26. Jänner 2000) ist ein österreichischer Fußballspieler.

## Karriere

### Verein
Akcicek begann seine Karriere beim FC Dornbirn 1913. Zur Saison 2014/15 kam er in die AKA Vorarlberg. Im Mai 2016 debütierte er gegen die WSG Wattens für seinen Stammklub Dornbirn in der Regionalliga. Bis zum Ende der Saison 2015/16 absolvierte er zwei Spiele in der dritthöchsten Spielklasse. In der Saison 2016/17 kam er erneut zu zwei Einsätzen für die Dornbirner.
Zur Saison 2019/20 rückte er fest in den Kader des inzwischen in die 2. Liga aufgestiegenen Vereins. Sein Debüt in der 2. Liga gab er im Juni 2020, als er am 21. Spieltag jener Saison gegen die Kapfenberger SV in der 90. Minute für Elvir Hadžić eingewechselt wurde. Zur Saison 2020/21 wechselte er leihweise zum drittklassigen Dornbirner SV.

### Nationalmannschaft
Im November 2014 absolvierte Akcicek ein Spiel für die österreichische U-15-Auswahl.